# آندره جوزف اگزوده

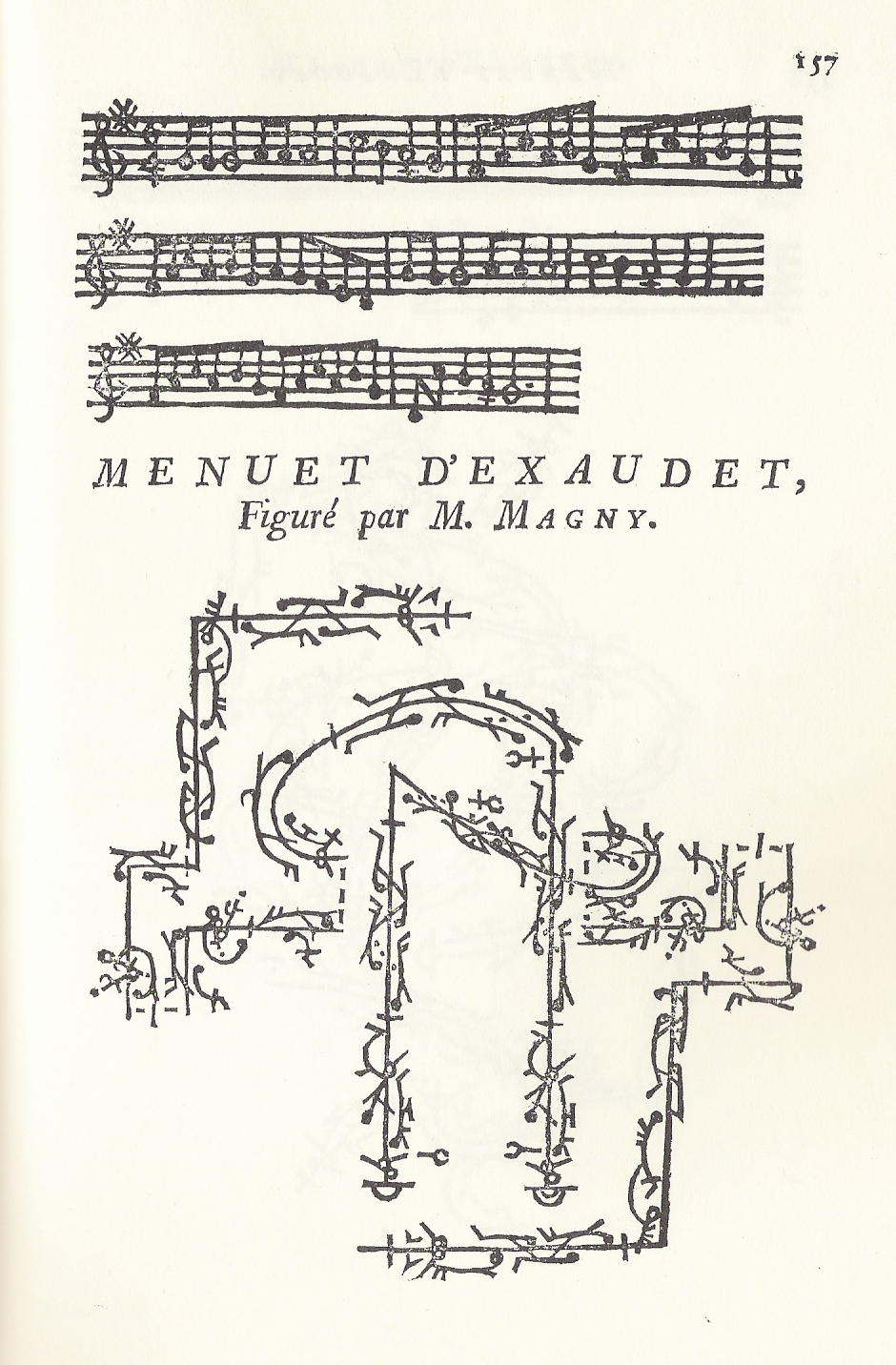
Menuet d'Exaudet
(Magny, Principes de chorégraphie, Paris, 1765)

آندره جوزف اگزوده (۱۷۱۰-۱۷۶۲) ویولنیست و موسیقیدان فرانسوی بود که بیشتر به خاطر آهنگسازی مینوئت تأثیرگذار خود سال ۱۷۵۱ شهرت داشت.